# Кузнецов, Ион Ефимович
Кузнецов Ион Ефимович (1912, Липецкая область — 1970, Кривой Рог, Днепропетровская область) — советский шахтёр, проходчик шахтопроходческого управления треста «Кривбассшахтопроходка», Днепропетровская область Украинской ССР. Герой Социалистического Труда (1958).

## Биография
Родился в 1912 году на территории нынешней Липецкой области. Русский.
На фронтах Великой Отечественной войны с 1941 года. Служил в отделе вспомогательных судов и гаваней Северного флота, исполнял обязанности штурманского электрика на танкере «Юкагир», обеспечивал бесперебойную работу гирокомпаса и электронавигационных приборов, во время авиационных налётов был номером зенитной пушки «Эрликон».
Работал в Кривом Роге проходчиком шахтопроходческого управления № 2 треста «Кривбассшахтопроходка».
Указом Президиума Верховного Совета от 19 июля 1958 года за выдающиеся успехи, достигнутые в деле развития чёрной металлургии, Кузнецову Иону Ефимовичу присвоено звание Героя Социалистического Труда с вручением ордена Ленина и золотой медали «Серп и Молот».
Умер в 1970 году в Кривом Роге.

## Награды
- Медаль «За боевые заслуги» (04.06.1944)[1][2];
- Медаль «Серп и Молот» (№ 9282 от 19.07.1958);
- Орден Ленина (№ 316206 от 19.07.1958).

## Память
- Имя на Стеле Героев в Кривом Роге.